# Cosaques zaporogues
Pour les articles homonymes, voir Zaporoguie.

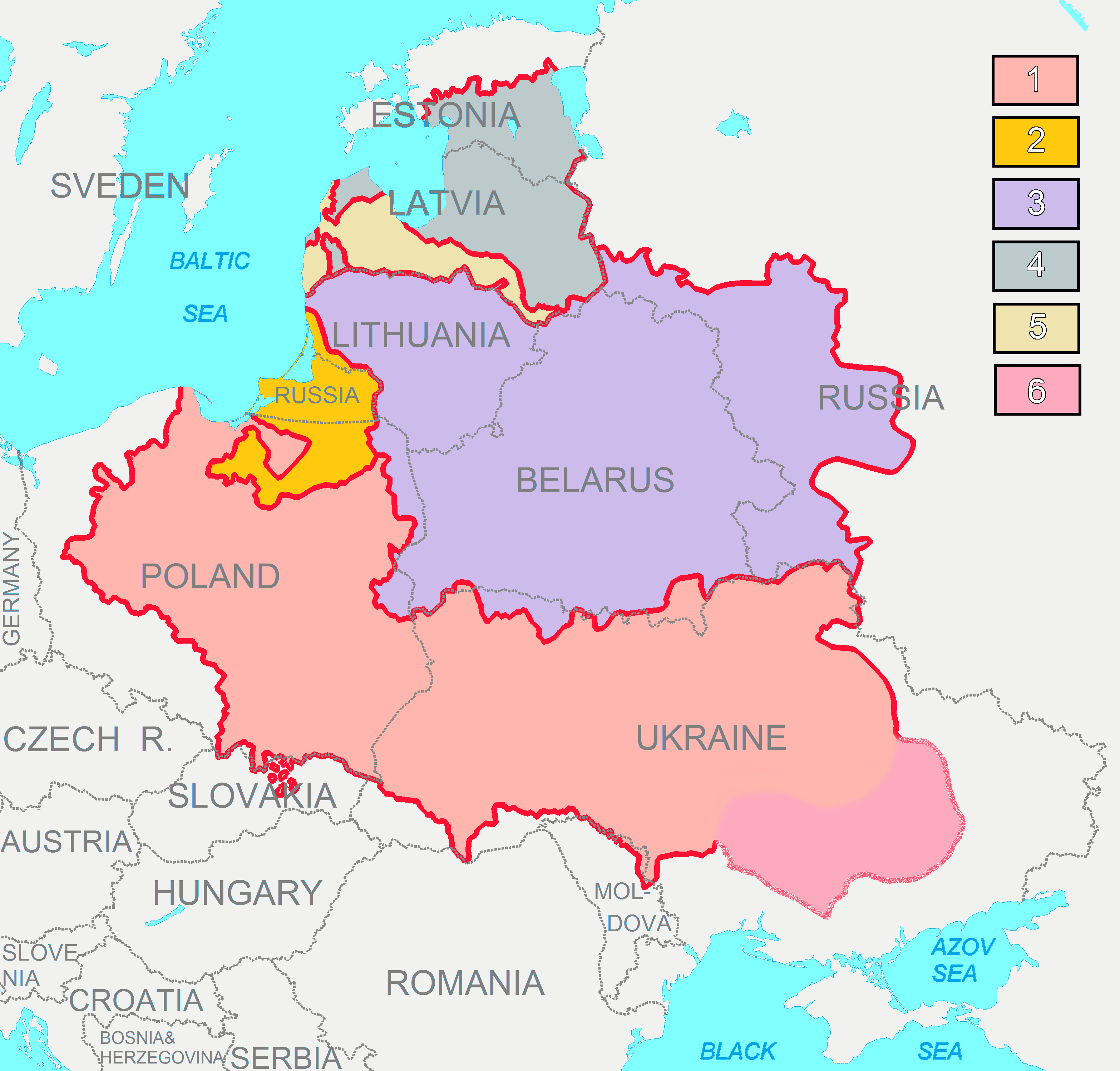
La république des Deux Nations en 1619 : (1) royaume de Pologne (saumon) ; (2) duché de Prusse, fief de Pologne (jaune) ; (3) grand-duché de Lituanie (violet) ; (4) Livonie (vert) ; (5) duché de Courlande, fief de Livonie (jaune clair) ; (6) territoire contrôlé par les Cosaques zaporogues (rose).

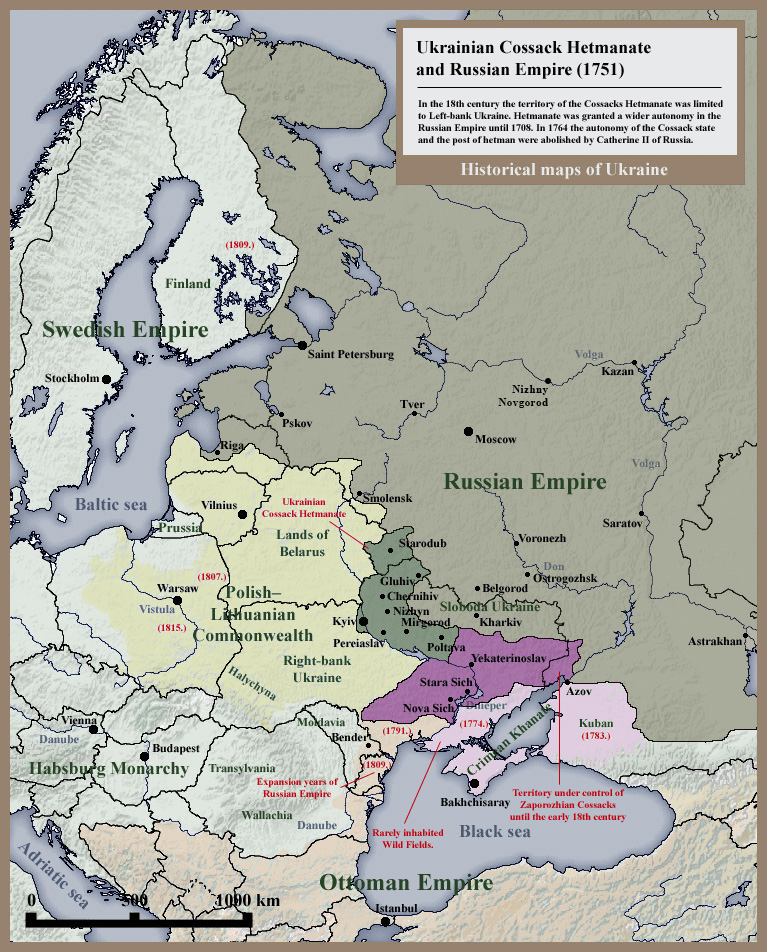
La Zaporoguie en 1751, territoire figurant en violet.

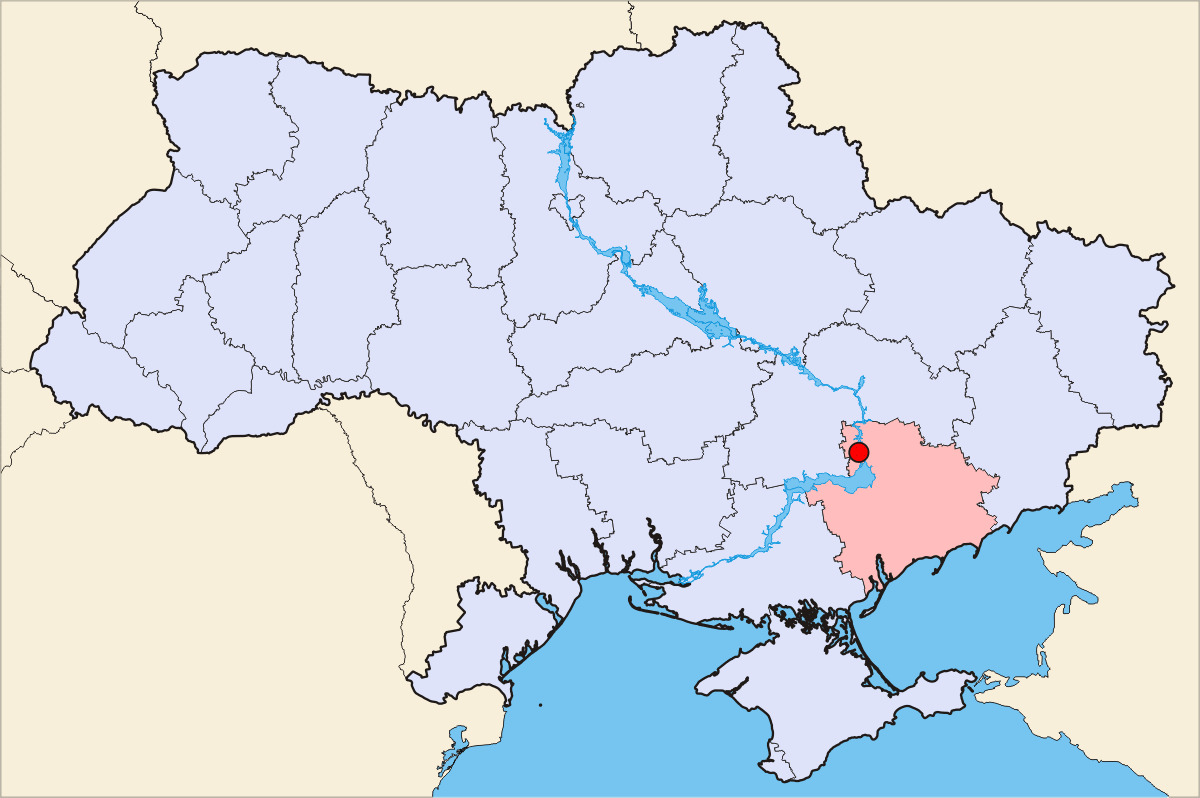
Oblast de Zaporijjia (actuel), ancienne région des Cosaques zaporogues.

Les Cosaques zaporogues  (en ukrainien : Запорозькі козаки) ou simplement Zaporogues (en ukrainien : Запорожці) sont des Cosaques qui vivaient dans la Grande Prairie, au-delà des rapides du Dniepr, dans la région historique de l'Ukraine centrale dénommée Zaporoguie (en ukrainien : Запоріжжя « les rapides »). De 1956 à 2023, une grande partie de ce territoire est noyée sous les eaux du réservoir de Kakhovka. 
À l'origine, des serfs fuyant la république des Deux Nations s'installent dans la région, sur l'île de Khortytsia et créent la Sitch zaporogue qui se constitue en une entité politique très respectée dotée d'un système de gouvernement parlementaire. Au cours des XVIe, XVIIe et XVIIIe siècles, les Cosaques zaporogues sont une force politique et militaire forte qui défie l'autorité de la république des Deux Nations, du tsarat de Russie et du khanat de Crimée.
Les troupes cosaques traversent une série de conflits et d'alliances impliquant les trois puissances, notamment en soutenant un soulèvement au XVIIIe siècle. Leur chef signe un traité avec les Russes, et ces troupes sont dissoutes de force à la fin du XVIIIe siècle par l'Empire russe, la majeure partie de la population cosaque ayant été déportée dans la région du Kouban, à l'extrémité Sud de l'Empire russe. Les Cosaques jouent un rôle précieux pour les Russes, en participant à la conquête des territoires des tribus du Caucase, et jouissent alors en retour d'une liberté considérable accordée par les tsars.
Le nom Zaporogue vient de l'emplacement de leur forteresse, la Sitch, à Zaporijjia : « terre au-delà des rapides », de l'ukrainien za « au-delà » et poróhy « rapides ».

## Histoire

### Origine
La région steppique autour de la Grande Prairie située en deçà des rapides du Dniepr était appelée Zaporoguie (« terre des rapides »). C'est ici, à la frontière entre la forêt et la steppe sauvage, à la jonction entre les slaves sédentaires et les populations nomades, que les Cosaques zaporogues sont nés et se sont renforcés.
En 1397, le khan de la Horde d'or Tokhtamych a remis des terres de la Horde (la région de Kiev, la Podolie, la région de Tchernihiv et une partie de la Zaporoguie dite « plaines sauvages ») au prince lituanien Vytautas en échange d'une protection contre Tamerlan. Le reste des terres a longtemps été considéré comme un no man's land destiné uniquement au nomadisme. Dans les premières mentions, le mot turc kazak signifiait « homme libre » (et est aussi à l'origine du mot Kazakhs).
Les premiers souvenirs de ces Cosaques remontent à 1489. Lors de la marche du roi polonais Jean Ier Albert Jagellon sur les Tatars, le chemin de son armée en Podolie a été indiqué par les Cosaques chrétiens. La première expédition connue des Cosaques ukrainiens sur les mouettes a eu lieu en 1492 à la forteresse de Tyagin (ancien château de Tyagin du grand-duché de Lituanie, de Russie, de Samogite et d'autres terres, qui a ensuite été repris par les Tatars), où ils ont capturé et coulé un navire turc. Par la suite, les griefs du khan contre les attaques cosaques devinrent plus fréquents.

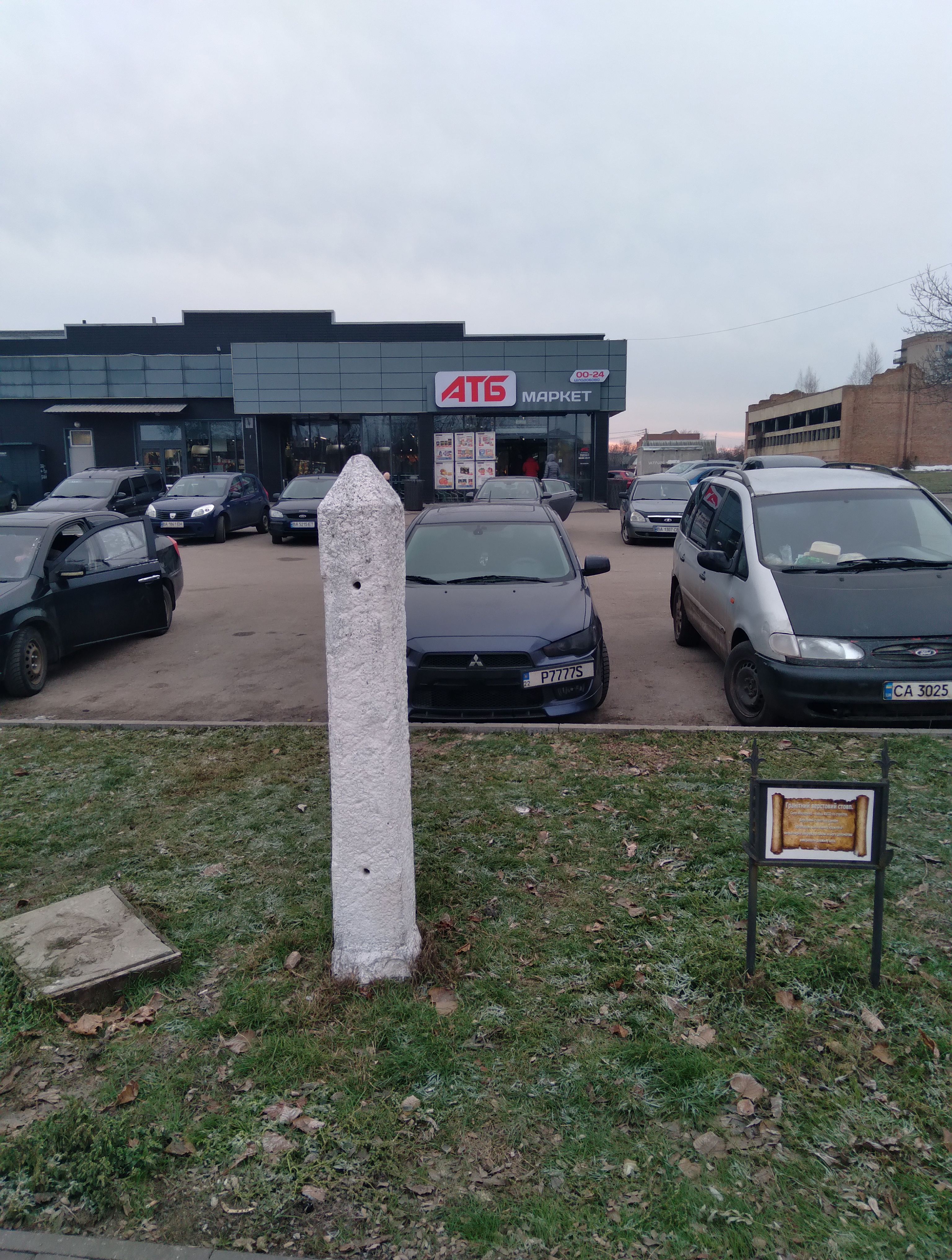
Stèle de granit du XVIIIe siècle, servant aux Cosaques à s'orienter et mesurer les distances.

Selon Lytvyn, étant donné la fréquence à laquelle cette désignation est utilisée dans les documents de l'époque, il est possible de déduire que les Cosaques étaient connus depuis des décennies, au moins à partir du milieu du XVe siècle. Selon des études sur le polymorphisme du chromosome Y au début du XXIe siècle, les Cosaques appartenaient ethnogénétiquement au type méridional des Slaves de l'Est, ce qui réfute les hypothèses antérieures de certains historiens et ethnographes sur leurs possibles origines caucasienne ou asiatique, ou bien qu'il y ait eu une part importante de ces types dans les formations cosaques.

### Organisation
Les Zaporogues sont une des premières organisations cosaques. Avant eux, les premiers Cosaques attestés, entre autres par le Codex Cumanicus, firent leur apparition aux alentours de la ville russe de Riazan, puis le long de la Volga.

#### La Sitch Zaporogue

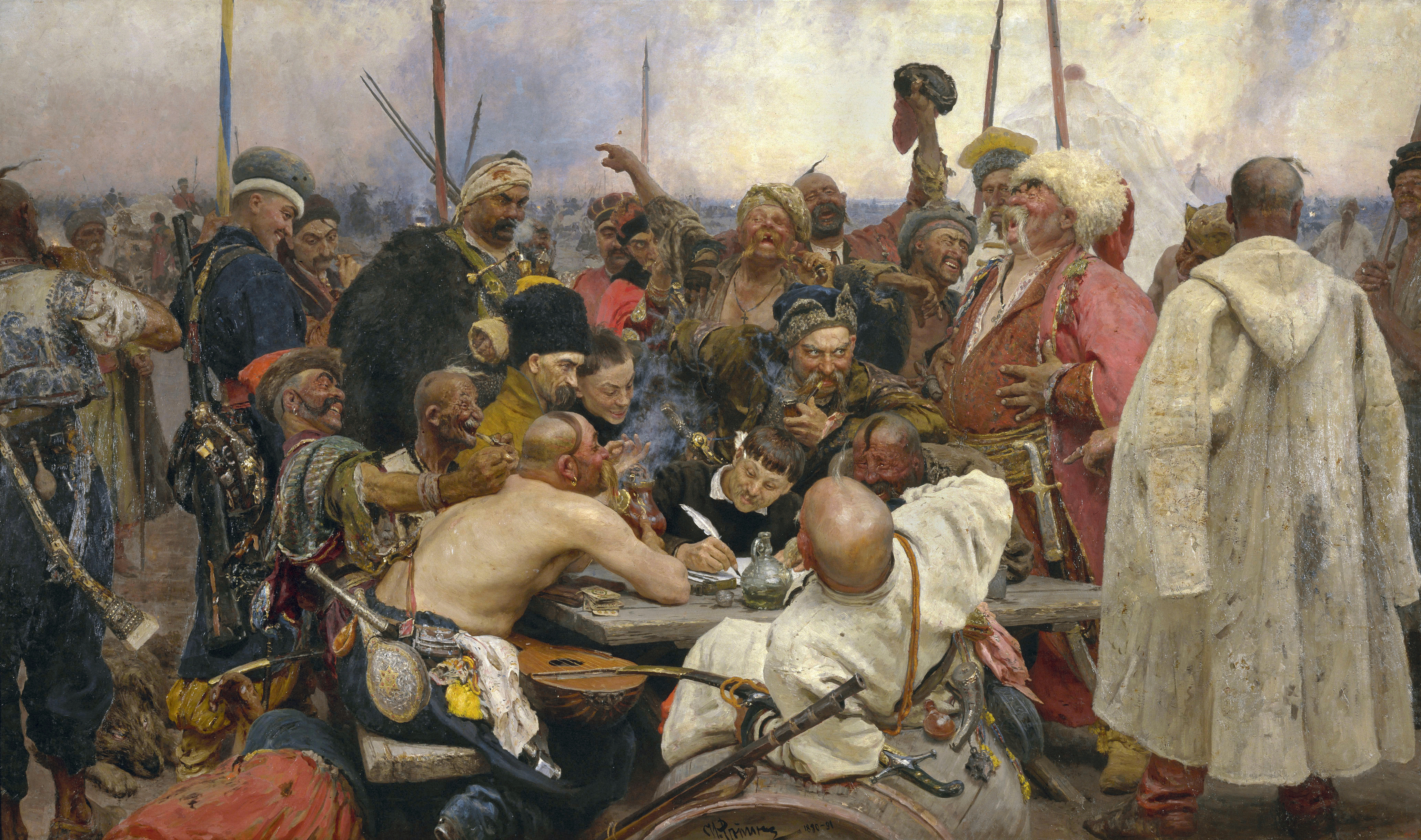
Les Cosaques zaporogues écrivant une lettre au sultan de Turquie, par Ilia Répine, 1891.

L'armée zaporogue est née d'une volonté de repousser les invasions tatares des territoires ukrainiens, ceux-ci étaient alors inclus dans le grand-duché de Lituanie. Les Zaporogues défièrent les autorités de différents États selon les périodes : la Pologne à la suite de l'union de Lublin, la Russie et l'Empire ottoman. Tous voulurent les soumettre, sans succès jusqu'à la fin du XVIIIe siècle. Ils se placèrent sous la protection de la Russie en 1654 en souscrivant au traité de Pereïaslav.
Le tout premier ataman zaporogue fut le prince Dmytro Vychnevetsky. Il créa un camp principal sur l'île de Khortytsia, sur les rives du Dniepr, connu sous le nom de sitch.

### La fin de l'Hetmanat cosaque
Le camp zaporogue fut plusieurs fois déplacé, puis supprimé par Catherine II en 1775. Les Zaporogues chassés se mêlèrent aux communautés de la mer Noire et furent à l'origine de la création des Cosaques du Kouban.

## Dans la culture
- Route vers Sitch (film, 1994)
- Par le fer  et par le feu (film, 1999)
- Hetman (film, 2015)